# Sigma Pavonis
Sigma Pavonis (113 Pavonis) é uma estrela na direção da constelação de Pavo. Possui uma ascensão reta de 20h 49m 18.28s e uma declinação de −68° 46′ 35.0″. Sua magnitude aparente é igual a 5.41. Considerando sua distância de 305 anos-luz em relação à Terra, sua magnitude absoluta é igual a 4.22. Pertence à classe espectral K0III.